# كومة ركامية

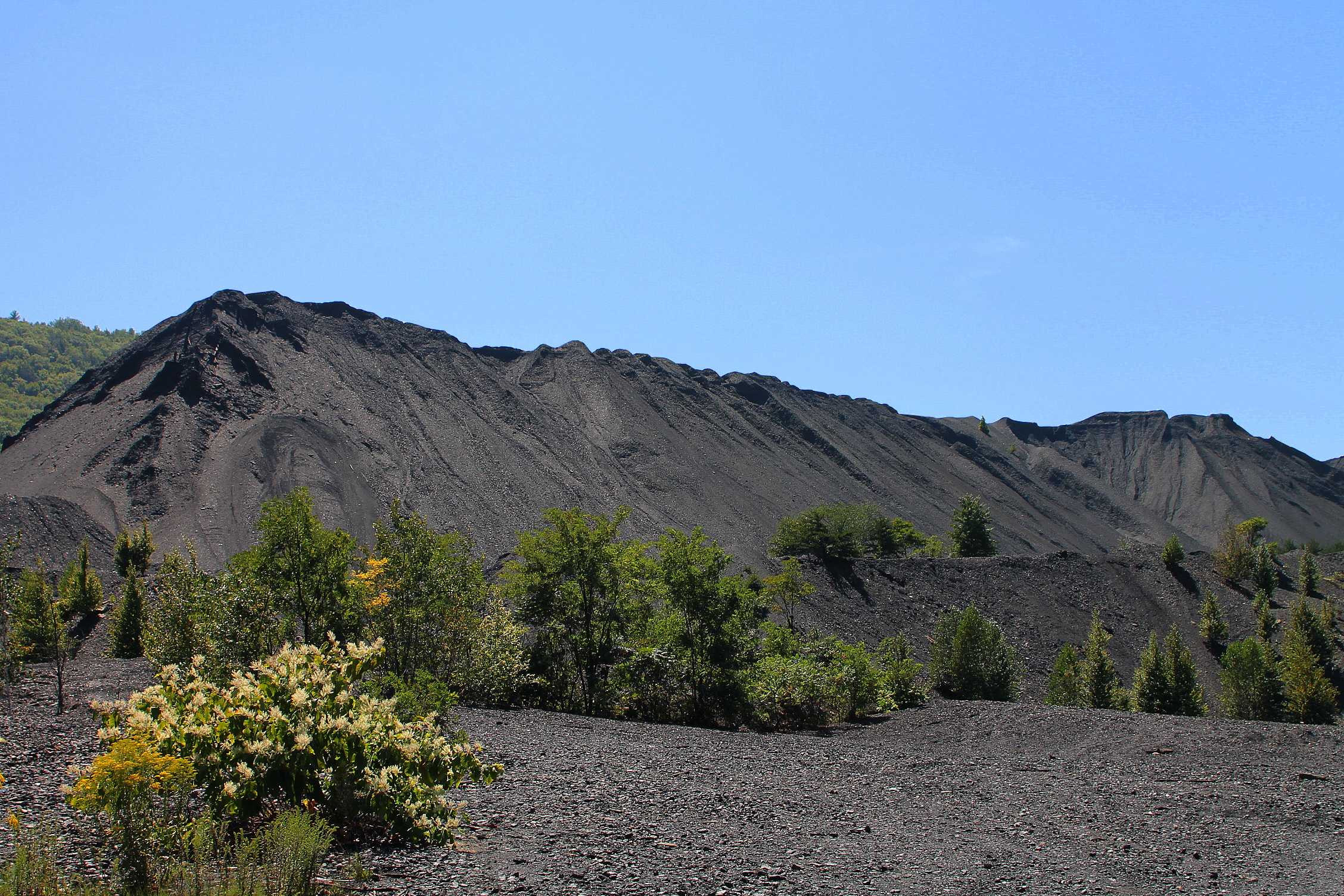
كومة ركام

الكومة الركامية (أو كومة الركام) هي المخلفات المتبقية من عمليات التعدين، والتي تطرح على شكل كومة.
تتركب المخلفات في الكومة الركامية غالباً من الطَفَل، بالإضافة إلى الحجر الرملي المتفحم وعدد آخر من الرواسب المتبقية.
يطلق على كومة الركام في بعض الأحيان كومة الخبث، رغم أنها قد لا تكون مكونة منه.